# Пречец
Пречец је насељено место у саставу општине Брцковљани у Загребачкој жупанији, Хрватска. До територијалне реорганизације у Хрватској налазио се у саставу бивше велике општине Дуго Село.

## Становништво
На попису становништва 2011. године, Пречец је имао 220 становника.

## Попис1991.
На попису становништва 1991. године, насељено место Пречец је имало 209 становника, следећег националног састава:
| Попис 1991.‍ | Попис 1991.‍ | Попис 1991.‍ | Попис 1991.‍ | Попис 1991.‍ |
| ----------- | ----------- | ----------- | ----------- | ----------- |
|             |             |             |             |             |
| Хрвати      | Хрвати      |             | 178         | 85,16%      |
| Албанци     | Албанци     |             | 13          | 6,22%       |
| Срби        | Срби        |             | 6           | 2,87%       |
| Југословени | Југословени |             | 4           | 1,91%       |
| Чеси        | Чеси        |             | 2           | 0,95%       |
| Муслимани   | Муслимани   |             | 1           | 0,47%       |
| непознато   | непознато   |             | 5           | 2,39%       |
| укупно: 209 |             |             |             |             |